# Rachias brachythelus
Rachias brachythelus là một loài nhện trong họ Nemesiidae.
Rachias brachythelus được miêu tả năm 1937 bởi Mello-Leitão.